# Beck (film)
Beck eller Beck – Lockpojken är en svensk thriller från 1997. Detta är den första filmen i den första omgången med Peter Haber som Martin Beck och Mikael Persbrandt som Gunvald Larsson. Filmen hade biopremiär den 27 juni 1997.

## Handling
En dag råkar en person, som jobbar på ett värmeverk i Stockholm, till sin fasa påträffa en kropp på väg in i ugnen bland soporna. Martin Beck får ta hand om det svåra fallet. Han utgår från att ett mycket brutalt mord har begåtts, men han vet inte när, var eller hur. Hans enda spår är en kodad e-postadress på Internet, från en man som kommer att mörda igen.

## Om filmen
Ursprungligen kallades filmen endast för Beck, senare döptes den om till Beck – Lockpojken. Den spelades in hösten 1996 i Stockholm. Filmteamet valde under hela inspelningsperioden att använda sig av utemiljöer med kraftigt regnfall. Det finns ett tiotal scener i filmen där det inte regnar på grund av att yttre omständigheter omöjliggjorde detta. Detta är den första Beckfilmen som inte baseras på någon av Sjöwall Wahlöös romaner utan har nyskrivet originalmanus.
I biografin över Gösta Ekman Farbrorn som inte vill va' stor avslöjas att det var meningen att Gösta Ekman skulle ha fortsatt att spela Beck i den här filmserien, efter att ha gjort rollen i sex filmer 1993–1994, men att han på grund av olika fördröjningar i produktionsarbetet valde att hoppa av. I boken berättas även att det var Gösta Ekman som hittade på Ingvar Hirdwalls karaktär "Grannen".

## Rollista
| Peter Haber          | – Martin Beck                        |
| Mikael Persbrandt    | – Gunvald Larsson                    |
| Figge Norling        | – Benny Skacke                       |
| Stina Rautelin       | – Lena Klingström                    |
| Niklas Falk          | – Domare Björn Lagerfeldt            |
| Per Morberg          | – Joakim Wersén                      |
| Ingvar Hirdwall      | – grannen                            |
| Rebecka Hemse        | – Inger Beck                         |
| Fredrik Ultvedt      | – Jens Loftegård                     |
| Michael Nyqvist      | – John Banck                         |
| Anna Ulrica Ericsson | – Yvonne Jäder                       |
| Peter Hüttner        | – Oljelund                           |
| Bo Höglund           | – servitören                         |
| Jan von Melen        | – Hasse Larsson                      |
| Mia Benson           | – åklagare Lindgren                  |
| Oskar Löfkvist       | – Aron                               |
| Lamin Touray         | – Nicklas Engström                   |
| Roderyk Mundenius    | – Paaren Garoglian                   |
| Bergljót Árnadóttir  | – Kerstin, Martins exhustru          |
| Stefan Roos          | – Keith Karlsson                     |
| Mina Azarian         | – Ino Garoglian, Paarens mamma       |
| Göran Thorell        | – man vid T-banespärren              |
| Franciska Löfgren    | – glasögonexpediten                  |
| Pierre Fränckel      | – läkaren                            |
| Gerhard Hoberstorfer | – systemoperatören                   |
| Carl Carlswärd       | – torped 1                           |
| Lamine Dieng         | – torped 2                           |
| Stephan Karlsén      | – SL:s trafikledare                  |
| Robert Jakobsson     | – Ekblad, langare i början av filmen |
| Mikael Alsberg       | – Ekblads advokat                    |
| Goran Marjanovic     | – tidningsbudet                      |
| Åke Kinberg          | – soparbetaren                       |